# 면목천로
면목천로는 새주소사업전 면목동 1509-11(동2로)에서 상봉동 83-1(상봉터미널)까지 연결되는 폭 25m, 길이 2,560m의 도로이며 1993년 7월 23일 면목천길로 정하였다. 2007년 「도로명주소법」이 제정·시행됨에 따라 2008년 새주소 정비사업을 거쳐 2010년 6월 10일 「도로명주소법 시행령」제21조 제1항의 규정에 의거 중랑구 면목동 1509-9(동일로)에서 중랑구 면목동291-2(면목로) 구간이 “면목천로“ 로 결정되어 고시되었다. (중랑구 고시 제2010-18호)